# Stigmomyrmex
Stigmomyrmex – rodzaj mrówek, opisany przez Mayra w 1868 roku.
Obejmuje jeden opisany gatunek:
- Stigmomyrmex venustus  Mayr, 1868